# Rusze megye
Rusze megye (bolgárul: Област Русе) megye Észak-Bulgáriában. Nevét a székhelye, Rusze város után kapta. Északról  Románia, keletről Szilisztra és Razgrad megyék, délről Targoviste megye, nyugatról pedig Veliko Tarnovo megye határolja.
1. ↑  https://www.nsi.bg/bg/content/2975/%D0%BD%D0%B0%D1%81%D0%B5%D0%BB%D0%B5%D0%BD%D0%B8%D0%B5-%D0%BF%D0%BE-%D0%BE%D0%B1%D0%BB%D0%B0%D1%81%D1%82%D0%B8-%D0%BE%D0%B1%D1%89%D0%B8%D0%BD%D0%B8-%D0%BC%D0%B5%D1%81%D1%82%D0%BE%D0%B6%D0%B8%D0%B2%D0%B5%D0%B5%D0%BD%D0%B5-%D0%B8-%D0%BF%D0%BE%D0%BB